# ZentRa
ZentRa (spesso riportato anche Zentra) è una casa orologiera tedesca, nata come associazione di diversi produttori di orologi.

## Storia
Nel 1924 viene fondata la cooperativa Markenuhr GmbH da Willi König e Willibald Felsing, che nel 1927 cambia nome in ZentRa (abbreviazione di "centrale").  Il nome ZentRa viene registrato il 4 settembre 1927 a Berlino. Secondo altre fonti invece ZentRa fu fondata da Albert Kratz. Esso è l'abbreviazione di "Zentralverband der Deutschen Uhrmacher" (traducibile con "Associazione centrale degli orologiai tedeschi"). Nei primi anni '30 l'azienda stringe anche una relazione commerciale con la maison svizzera Tavannes, tanto che numerosi segnatempo prodotti verranno venduti con il doppio nome sul quadrante ZentRa Tavannes. Il legame con Tavannes consente a ZentRa di utilizzare numerosi movimenti prodotti da un'altra consociata di Tavannes: Cyma.
Ben presto l'azienda ottiene la fama di avere una buona qualità a prezzi accessibili e ciò consente la proliferazione di numerosi rivenditori in Germania (le pubblicità degli anni '30 ne descrivevano già oltre 2500 su tutto il territorio tedesco). Oltre a orologi da tasca, di diverse forme e dimensioni, sia per uomo sia per donna, vengono realizzate anche sveglie e orologi da tavolo, oltre che segnatempo da viaggio. Non avendo mai realizzato movimenti di manifattura, l'azienda si è sempre appoggiata alla fornitura di movimenti dapprima tedeschi (Junghans, PUW), poi anche svizzeri (AS, FHF, ETA, Valjoux per i cronografi) e francesi (come Lorsa e Parrenin, specialmente quest'ultimo per i modelli da tasca).
Durante la Seconda guerra mondiale, come tante altre realtà orologiere dello Stato, anche ZentRa diventa fornitrice dei suoi segnatempo per l'esercito tedesco, sia per la Luftwaffe, sia per la Wehrmacht. La caratteristica di questi orologi era il quadrante scuro, i numeri arabi di grandi dimensioni e ben visibili, i piccoli secondi a ore sei e il fondello a vite.
Nel secondo dopoguerra la sede aziendale viene trasferita a Colonia e anche in ragione dei suoi prezzi accessibili e della diffusione, ZentRa entra in concorrenza con altre realtà orologiere teutoniche, come Dugena. In questo periodo i modelli più raffinati vengono venduti nella collezione Royal.
Negli anni Sessanta viene proposta la collezione Savoy, con la quale venivano venduti orologi con movimenti svizzeri e diverse componenti (come ad esempio il fondello) recanti il logo dell'azienda orologiera Hamilton. In questo decennio si diffondono numerose altre collezioni, come le sportive 2000 e la Neptune, caratterizzate da una cassa a cuscino, molto di moda in quegli anni. Quest'ultima inoltre era riconoscibile per un tridente stampato sul quadrante. Il tridente sul quadrante a volte è stato utilizzato anche per la linea Safari, anch'essa dal taglio sportivo.

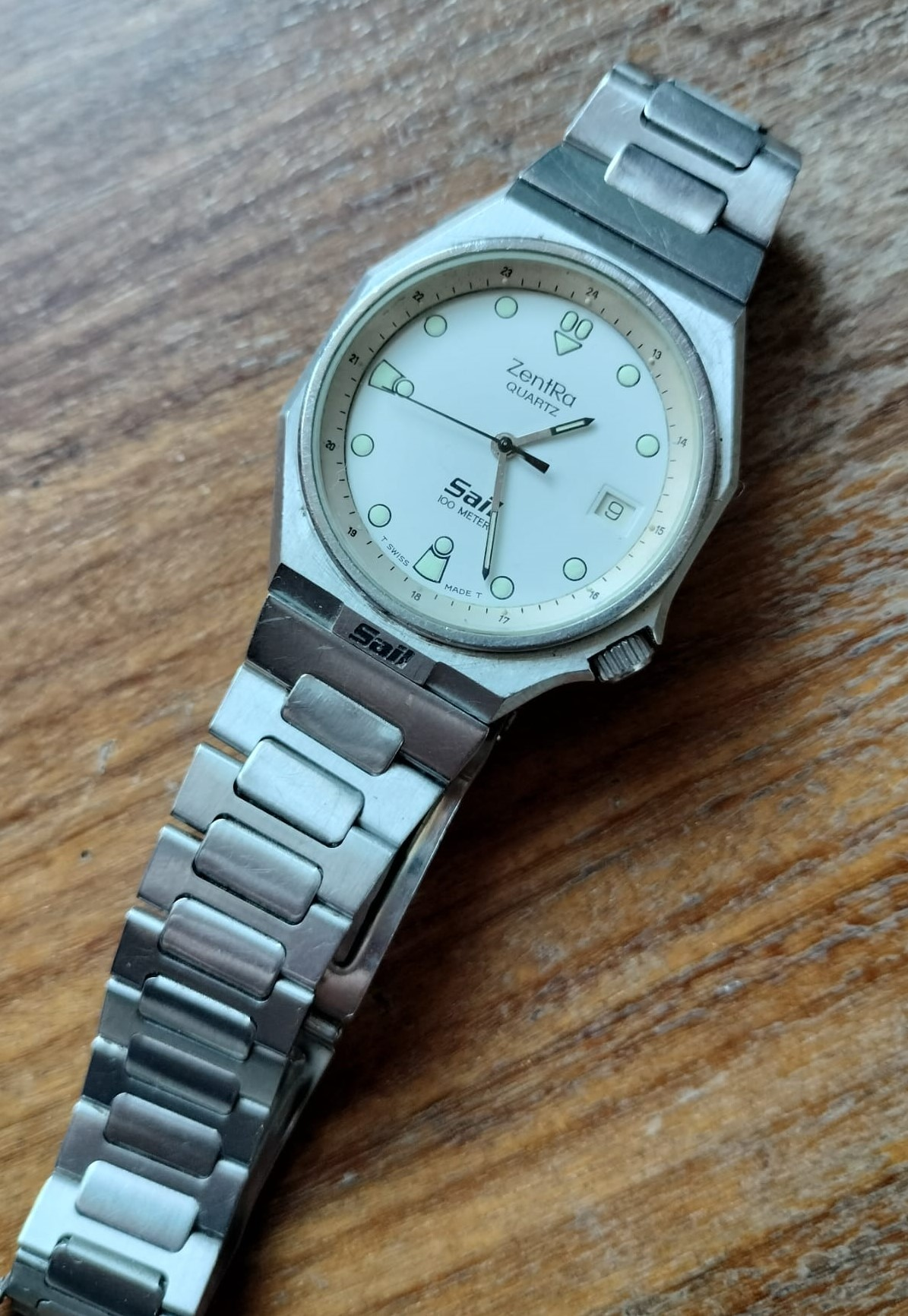
ZentRa Sail con movimento al quarzo svizzero, prima metà anni Ottanta

All'inizio degli anni '70 vengono prodotti alcuni orologi dotati di movimento elettromeccanico (il 9154 fornito dalla svizzera ETA), ribattezzati Electronic. Attorno alla metà degli Settanta anche ZentRa, come altre case orologiere, adottano la tecnologia Caribbean realizzata da Jenny per garantire l'impermeabilità ai propri segnatempo e realizzare orologi adatti per le immersioni. La collezione Savoy viene ampliata notevolmente e ora racchiude numerosi orologi, anche cronografi, di varie forme. Alcuni modelli sono degli hommage al design del celebre Audemars Piguet Royal Oak, realizzato qualche anno prima da Gérald Genta. Contemporaneamente la casa estende la sua produzione anche ad alcuni segnatempo dotati di cristalli liquidi per l'indicazione oraria, dimostrandosi attenta alle tendenze del mercato.
Negli anni Ottanta ZentRa lancia la linea sportiva Sail e la collezione elegante Conception, nella quale molti orologi hanno la cassa di forma.  
Sempre negli anni Ottanta tuttavia l'azienda entra in crisi a causa della massiccia diffusione dell'orologeria al quarzo (nonostante anche ZentRa si fosse adattata a questa produzione) ed è costretta a chiudere i battenti, finché nel 2001 non viene acquistata dalla RS-Handelsgesellschaft di Düsseldorf che continua la produzione di orologi, ma cambia il nome all'azienda, utilizzando altri nomi, come Elysee o Javelle. Nel 2010 Jürgen Schreitling acquista il marchio ZentRa rilanciandolo, trasferendone la sede a Emden, creando la divisione ZentRa Savoy per la commercializzazione di segnatempo dotati di movimento di derivazione svizzera.